# Lindbäck Byggs skidstadion

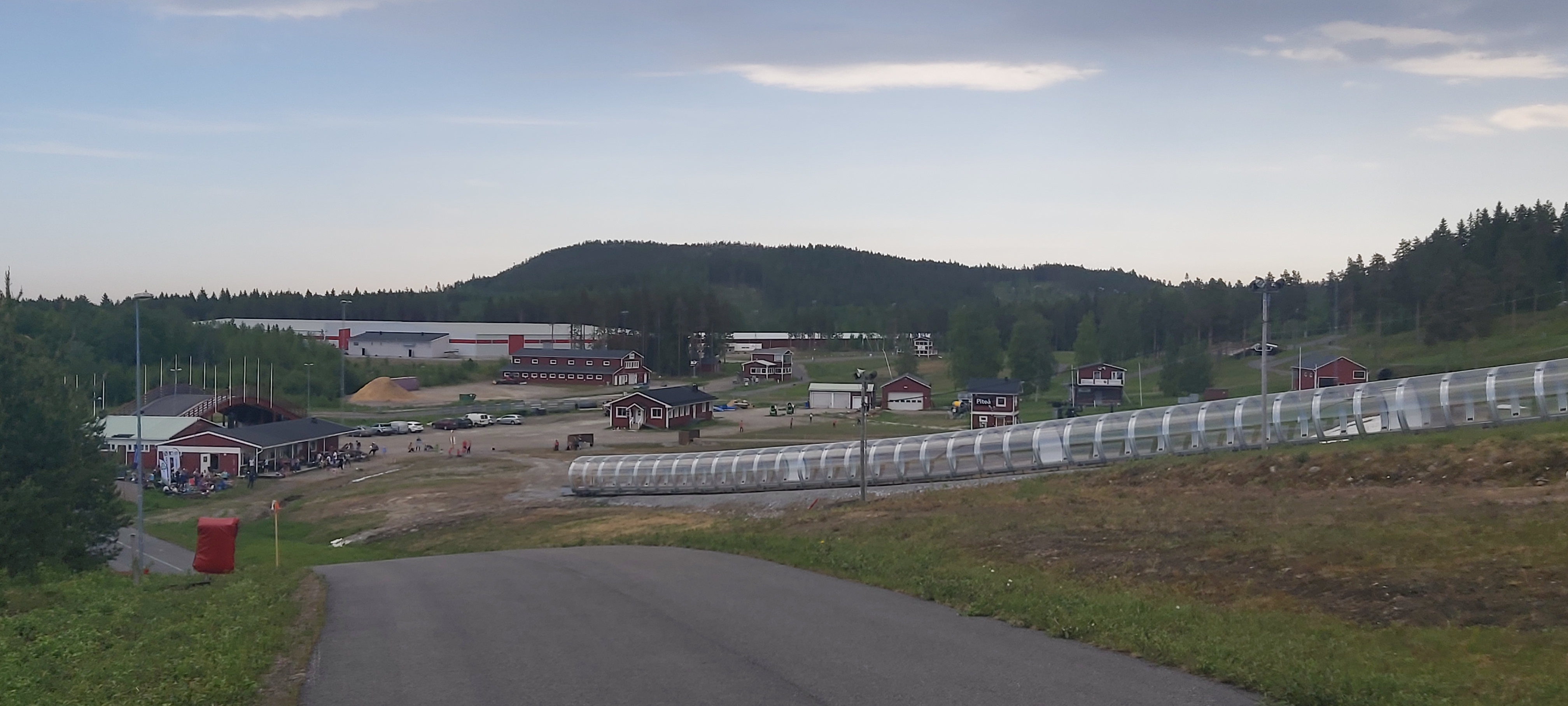
Lindbäck Byggs skidstadion

Lindbäck Byggs skidstadion är en skidstadion i Piteå. Stadion byggdes om 2009 efter att Lindbäck Byggs köpte rättigheterna för stadions namn och kommunen gått in med 7 miljoner kr.
Svenska mästerskapen i längdskidåkning 2010 avgjordes där, och det var inför dessa tävlingar som namnet ändrades från Vallsbergets skidstadion. Lindbäck Byggs skidstadion är även hemmastadion för Piteå Elit.